# Валерий Легасов
Валерий Алексеевич Легасов е съветски неорганичен химик. Доктор на химическите науки, професор. Действителен член на Академията на науките на СССР (1981). Бил е член на правителствената комисия за разследване на причините и ликвидиране на последствията от аварията в Чернобилската атомна електроцентрала, за което през 1996 г. посмъртно е удостоен със званието Герой на Русия.